# Министерство труда и занятости Индии
Министерство труда и занятости Индии отвечает за разработку и администрирование норм, правил и законов, касающихся труда и занятости в Индии.

## Функции
- Безопасность, здоровье и благополучие труда;
- Социальная безопасность труда;
- Политика, касающаяся особых целевых групп, таких как женщины и детский труд;
- Трудовые отношения и соблюдения трудового законодательства;
- Поощрение работников образования;
- Статистика труда и занятости
- Эмиграция труда для трудоустройства за рубежом;
- Услуги по трудоустройству и профессиональному обучению;
- Администрация служб занятости;
- Международное сотрудничество в сфере труда и занятости